# Dissen-Striesow
Dissen-Striesow là một đô thị thuộc huyện Spree-Neiße, bang Brandenburg, Đức. Đô thị Dissen-Striesow có diện tích 19,72 km², dân số thời điểm 31 tháng 12 năm 2006 là 1073 người. 